# コスモシステム
株式会社コスモシステム は、大阪市中央区高麗橋に本社を置く、不動産鑑定業者である。

## 概要
不動産鑑定業者として売上高は業界第10位である。国・地方公共団体や金融機関等からの依頼が中心で、住宅金融支援機構の調査の業務受託も行っている。

## 沿革
- 1986年（昭和61年） - 設立。
- 1988年（昭和63年） - 東京支社（現・東京本社）開設。

## 事業所
- 大阪本社：大阪市中央区高麗橋2-6-10 新高麗橋ビル 5階
- 東京本社：東京都千代田区九段北4-1-3 日本ビルディング九段別館 10階
- 札幌支店：札幌市中央区北2条東1丁目2-2 プラチナ札幌ビル 6階
- 仙台支店：仙台市青葉区五橋1-4-24 ライオンズビル五橋 4階
- 名古屋支店：名古屋市中区栄2丁目5-13 アイ・エスビル 4階
- 広島支店：広島市中区大手町2丁目8番1号 大手町スクエア 2階
- 福岡支店：福岡市中央区渡辺通1丁目12-9 藤井ビル 8階
- 松山事務所：愛媛県松山市湊町4丁目3-14 プログレッソ松山2 3階 3a号室